# ケセルワン＝ジュベイル県
ケセルワン＝ジュベイル県（ケセルワン＝ジュベイルけん、アラビア語: محافظة كسروان جبيل、Keserwan-Jbei）は、レバノン中央部の県である。県庁所在地はケセルワン郡のジュニーエ。県の規模は小さく、人口は28万人（2017年推定）で最下位、面積は766平方キロメートルでベイルート県に次いで小さい。主な都市はジュニーエのほかにジュベイル郡のビブロス（別名ジュベイル）がある。
山岳レバノン県北部の2郡が分離する形で成立。創設を定めた法律は2003年9月4日に国会へ提出され、2017年8月16日に可決された。2020年6月11日、県知事が就任したことで行政が開始された。

## 隣接する県
- 北レバノン県
- バールベック＝ヘルメル県
- 山岳レバノン県

## 郡
2郡から成る。
- ケセルワン郡（英語版）
- ジュベイル郡（英語版）